# República Checa en los Juegos Olímpicos de Vancouver 2010
La República Checa estuvo representada en los Juegos Olímpicos de Vancouver 2010 por un total de 92 deportistas que compitieron en 13 deportes. 
El portador de la bandera en la ceremonia de apertura fue el jugador de hockey sobre hielo Jaromír Jágr.

## Medallistas
El equipo olímpico checo obtuvo las siguientes medallas:
| Nombre                                           | Deporte               | Competición |
| ------------------------------------------------ | --------------------- | ----------- |
| Oro                                              |                       |             |
| Martina Sáblíková                                | Patinaje de velocidad | 3000 m F    |
| Martina Sáblíková                                | Patinaje de velocidad | 5000 m F    |
| Plata                                            |                       |             |
| —                                                |                       |             |
| Bronce                                           |                       |             |
| Šárka Záhrobská                                  | Esquí alpino          | Eslalon F   |
| Lukáš Bauer                                      | Esquí de fondo        | 15 km M     |
| Martin Jakš Lukáš Bauer Jiří Magál Martin Koukal | Esquí de fondo        | 4 × 10 km M |
| Martina Sáblíková                                | Patinaje de velocidad | 1500 m F    |